# 288961 Stasysgirenas
288961 Stasysgirenas este o planetă minoră (asteroid) din centura de asteroizi. A fost descoperită pe 12 octombrie 2004 la Molėtai⁠(d) de Kazimieras Černis⁠(d). 
Obiectul prezintă o orbită caracterizată de o semiaxă mare de 2,8041352106531 UAi, o excentricitate de 0,18, o înclinație de 11,5 ° în raport cu ecliptica.